# Яковлев, Виктор Николаевич
Виктор Николаевич Яковлев — советский хозяйственный и политический деятель.

## Биография
Родился в 1925 году. Член КПСС с 1951 года.
В 1970—1974 гг. — первый секретарь Железнодорожного райкома КП Беларуси города Гомеля.
В 1974—1978 гг. — первый секретарь Гомельского горкома КПСС.
В 1978—1985 гг. — секретарь Гомельского обкома КП Беларуси
С 1985 года — персональный пенсионер союзного значения.
Избирался депутатом Верховного Совета Белорусской ССР 8-9-го созывов. Делегат XXV съезда КПСС.
Умер в 1999 году в Гомеле.

## Награды
- Орден Трудового Красного Знамени (25.08.1971[1], 25.04.1975, 06.04.1981)